# Ludwika Mniszchówna
Ludwika Mniszchówna z Wielkich Kończyc h. własnego (ur. 1751, zm. 1799) – marszałkowa.

## Życiorys
Ojcem jej był Jan Karol Wandalin Mniszech Wielkich Kończyc h. Kończyce 1716–1759, generał lejtnant wojska koronnego,  podkomorzy wielki litewski (1742), starosta halicki, łowczy koronny (1736), a matką była: Katarzyna Zamoyska z Zamościa h. Jelita.
Ślub wzięła w 19 czerwca 1766, w Gołębiu. Mężem jej został; ks. August Kazimierz Sułkowski h. Sulima (1729-1786), syn księcia Aleksandra Sułkowskiego i Marii Franciszki Stein zu Jettingen, wojewoda poznański (1782), generał lejtnant wojska koronnego, marszałek Rady Nieustającej, senator (ok. 1770, 1780), pisarz wielki koronny (1764), szambelan dworu królewskiego, wojewoda gniźnieński (1768), wojewoda kaliski (1778). 
Nie mieli dzieci.